# Campionato degli affiliati 2008
Il campionato degli affiliati 2008 italiano di tennis ha visto trionfare per la terza volta consecutiva tra gli uomini il Capri Sports Academy e tra le donne il TC Viterbo.

## Serie A1 maschile

### Girone 1
| Squadra                       | G | V | N | P | I  | PT |
| ----------------------------- | - | - | - | - | -- | -- |
| Circolo Canottieri Aniene     | 6 | 6 | 0 | 0 | 31 | 18 |
| TC Alba                       | 6 | 3 | 2 | 1 | 23 | 11 |
| SSD Empire                    | 6 | 3 | 1 | 2 | 19 | 10 |
| ATA Battisti Trenti           | 6 | 1 | 2 | 3 | 15 | 5  |
| TC Italia                     | 6 | 1 | 2 | 3 | 13 | 5  |
| Società Can. Casale           | 6 | 1 | 2 | 3 | 12 | 5  |
| T. Sciacca "Tarantino Pietre" | 6 | 1 | 1 | 4 | 13 | 4  |

Legenda:

G: partite giocate

V: partite vinte

N: partite pareggiate

P: partite perse

I: incontri individuali vinti

PT: punti
In blu le squadre ai playoff, in giallo quelle ai playout, in rosso le retrocesse.

### Girone 2
| Squadra                | G | V | N | P | I  | PT |
| ---------------------- | - | - | - | - | -- | -- |
| Capri Sports Academy   | 6 | 5 | 1 | 0 | 27 | 16 |
| TC Sarnico             | 6 | 4 | 0 | 2 | 21 | 12 |
| Soc. Tennis Bassano    | 6 | 3 | 1 | 2 | 24 | 10 |
| Pol. Dil. Com.le Anzio | 6 | 3 | 1 | 2 | 21 | 10 |
| Geovillage Sp. Club    | 6 | 3 | 1 | 2 | 18 | 10 |
| TC Parioli             | 6 | 1 | 0 | 5 | 9  | 3  |
| Torres T. "A. Bozzo"   | 6 | 0 | 0 | 6 | 6  | 0  |

### Playoff
Turno eliminatorio (30 novembre)
| Squadra in casa | Risultato | Squadra in trasferta | Luogo    |
| --------------- | --------- | -------------------- | -------- |
| TC Sarnico      | 4-2       | SSD Empire           | Cividino |
| TC Alba         | 4-1       | Soc. Tennis Bassano  | Alba     |

Semifinali e finali si sono svolte il 5-6 e 8 dicembre.
| Squadra in casa           | Risultato | Squadra in trasferta |
| ------------------------- | --------- | -------------------- |
| Circolo Canottieri Aniene | 4-2       | TC Sarnico           |
| Capri Sports Academy      | 4-3       | TC Alba              |

#### Finale
| Vincitore             | Risultato      | Finalista                 |
| --------------------- | -------------- | ------------------------- |
| Capri Sports Academy  | 4-1            | Circolo Canottieri Aniene |
| Giancarlo Petrazzuolo | 6-0 6-2        | Stefano Cobolli           |
| Filippo Volandri      | 4-6 5-7        | Vincenzo Santopadre       |
| Marc Gicquel          | 6-1 6-4        | Flavio Cipolla            |
| Potito Starace        | 6-3 6(4)–7 6-4 | Alessio Di Mauro          |
| Sanguinetti-Volandri  | 6-3 7–6(4)     | Cipolla-Santopadre        |
| Starace-Gicquel       | non disputato  | Kohlschreiber-Di Mauro    |

### Playout
Turno eliminatorio (30 novembre)
| Squadra in casa     | Risultato | Squadra in trasferta     | Luogo  |
| ------------------- | --------- | ------------------------ | ------ |
| ATA Battisti Trento | 2-4       | Geovillage Sporting Club | Trento |
| Pol. Comunale Anzio | 3-4       | TC Italia                | Anzio  |

L'andata dei playout si è svolta il 3 dicembre, il ritorno il 10.
| Squadra in casa     | Risultato andata | Risultato ritorno | Squadra in trasferta   |
| ------------------- | ---------------- | ----------------- | ---------------------- |
| ATA Battisti Trento | 3-3              | 4-2               | Soc. Canottieri Casale |
| Pol. Comunale Anzio | 4-2              | 3-1               | TC Parioli             |

### Verdetti
- Capri Sports Academy campione d'Italia.
- TC Parioli, Soc. Canottieri Casale, Torres T. "A. Bozzo" e T. Sciacca "Tarantino Pietre" retrocesse in Serie A/2.

## Serie A/1 femminile
| Squadra        | G | V | N | P | I  | PT |
| -------------- | - | - | - | - | -- | -- |
| TC Viterbo     | 6 | 6 | 0 | 0 | 20 | 18 |
| CT Albinea     | 6 | 4 | 1 | 1 | 16 | 13 |
| TC Prato       | 6 | 3 | 1 | 2 | 14 | 10 |
| TC Parioli     | 6 | 1 | 4 | 1 | 11 | 7  |
| ASD Le Pleiadi | 6 | 2 | 1 | 3 | 10 | 7  |
| CT Pisticci    | 6 | 1 | 1 | 4 | 10 | 4  |
| CT Scandicci   | 6 | 0 | 0 | 6 | 3  | 0  |

### Playoff
Turno eliminatorio (30 novembre)
| Squadra in casa | Risultato | Squadra in trasferta | Luogo   |
| --------------- | --------- | -------------------- | ------- |
| CT Albinea      | 3-1       | TC Prato             | Albinea |

La finale si è svolta il 7 dicembre.
| Vincitore           | Risultato    | Finalista              |
| ------------------- | ------------ | ---------------------- |
| TC Viterbo          | 3-1          | CT Albinea             |
| Francesca Schiavone | 6-4 2-6 5-7  | Giulia Gabba           |
| Tathiana Garbin     | 6-2 6-4      | Nathalie Vierin        |
| Flavia Pennetta     | 6-0 6-4      | Maria Martinez Sanchez |
| Pennetta-Schiavone  | 2-6 6-3 10-7 | Gabba-Martinez Sanchez |

### Playout
Turno eliminatorio (30 novembre)
| Squadra in casa | Risultato | Squadra in trasferta | Luogo |
| --------------- | --------- | -------------------- | ----- |
| TC Parioli      | 3-2       | ASD Le Pleiadi       | Roma  |

L'andata dei playout si è svolta il 7 dicembre, il ritorno il 14.
| Squadra in casa | Risultato andata | Risultato ritorno | Squadra in trasferta |
| --------------- | ---------------- | ----------------- | -------------------- |
| TC Parioli      | 2-2              | 3-2               | CT Pisticci          |

### Verdetti
- TC Viterbo campione d'Italia.
- CT Pisticci e CT Scandicci retrocesse in Serie A/2.